# Гострячка довгоквіткова
Гострячка довгоквіткова (Lophozia longiflora) — вид печіночників порядку юнгерманіальних (Jungermanniales).

## Поширення
Батьківщиною є Європа, Макаронезія, Азія, Північна Америка.